# Toyota Netz Racing
Toyota Netz Racing es un videojuego de carreras desarrollado y publicado por Atlus para PlayStation. Fue lanzado en 1999 en Japón. Fue un disco entregado a personas en Japón que probaron un Toyota, con autos Toyota.

## Jugabilidad
Toyota Netz Racing tiene un par de pistas basadas en pistas de carreras japonesas reales. No se utiliza ninguna tarjeta de memoria. El juego utiliza el mismo motor que utiliza Advan Racing.